# 911: The Road to Tyranny
911: The Road to Tyranny är en dokumentärfilm av Alex Jones.

## Handling
Genom filmen driver Alex Jones tesen att Den nya världsordningen under världshistorien medvetet använt terrorism under falsk flagg mot den egna befolkningen för att på så sätt motivera förtryck och skydda sin egen makt, med 11 september-attackerna som det färskaste exemplet.

## Om filmen
Filmen är inspelad i Austin, Texas, USA.

## Rollista
- Alex Jones - sig själv
- John Ashcroft - sig själv (ej krediterad)
- George W. Bush - sig själv (ej krediterad)
- Joe Rogan - sig själv (ej krediterad)